# Pesoțke, Kozeleț
Pesoțke (în ucraineană Песоцьке) este un sat în comuna Lemeși din raionul Kozeleț, regiunea Cernihiv, Ucraina.

## Demografie
Componența lingvistică a localității Pesoțke
     Ucraineană (98,98%)
     Rusă (1,02%)
Conform recensământului din 2001, majoritatea populației localității Pesoțke era vorbitoare de ucraineană (98,98%), existând în minoritate și vorbitori de rusă (1,02%).